# Parlament Indie

Sněmovna lidu, politické subjekty

Parlament Indie (hindsky भारतीय संसद – Bháratíja samsad) je zákonodárný orgán Indické republiky. Jedná se o dvoukomorový parlament, který sestává ze Sněmovny států (Rádžja sabha), horní komory zastupující indické státy a teritoria, do které je voleno nepřímo, a Sněmovny lidu (Lók sabha), do které probíhají přímé volby.

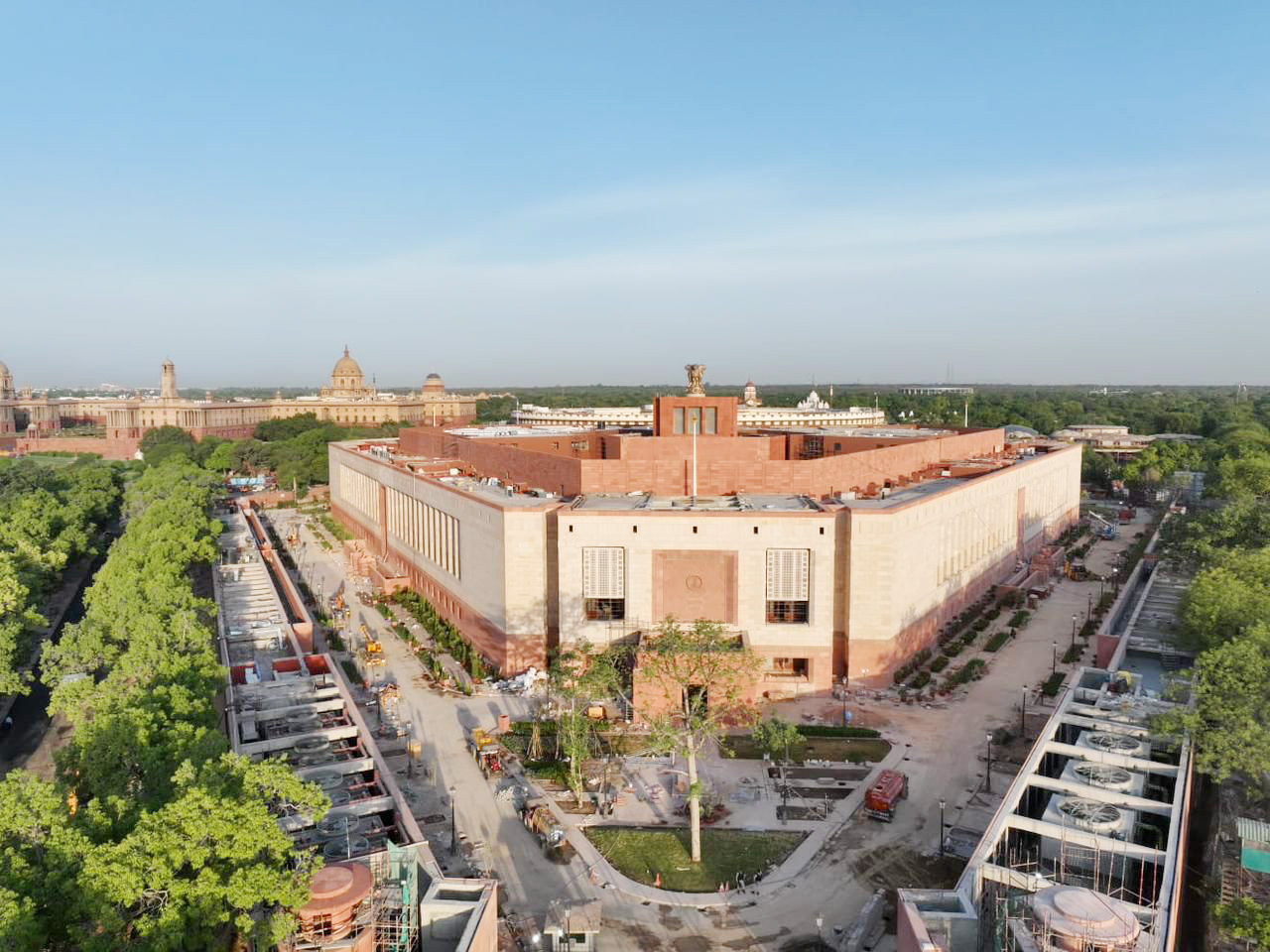
Budova indického parlamentu

Indický parlament vznikl 26. ledna 1950 v souladu s indickou ústavou, kterou schválilo Indické ústavodárné shromáždění 26. listopadu 1949. První volby do dolní komory proběhly na přelomu let 1951 a 1952. Budova parlamentu se nachází v Novém Dillí, byla vystavena v letech 1921–1927 podle návrhu Edwina Lutyense a Herberta Bakera a původně sloužila Knížecí komoře (tj. zástupcům knížecích států) a tehdejšímu Ústřednímu zákonodárnému shromáždění.